# Церква Усікновення Голови Івана Хрестителя (Зелене)
Церква Усікновення Голови Івана Хрестителя (Зелене) — діюча дерев'яна церква Верховинського деканату Коломийської єпархії Православної церкви України в с. Зелене Івано-Франківської області, Україна, пам'ятка архітектури національного значення.

## Історія
Церква побудована в 1869 році, освячена в 1870 році на місці каплиці, яка була споруджена в XVII ст. Розташована в центрі села на пагорбі. Належала до парафії церкви Різдва Пресвятої Богородиці с. Криворівня, а з 1923 року - парафії в Жаб'є-Ільцях. Інтер'єр церкви в 1885 році розмалював художник Петро Федусевич за допомогою родини о. Йосипа Бурачинського.  Іконостас придбав паламар Іван Рибенчук. Під час Першої світової війни дах храму пробив снаряд, який проте не розірвався. Під час Другої світової війни 4 церковні дзвони були заховані в одній з могил на кладовищі церкви. Після завершення війни їх не відкопали, оскільки церква була закрита для здійснення богослужінь. В 1962 році церква була остаточно закрита. Будівля церкви охоронялась як пам'ятка архітектури Української РСР (№ 1147). З церкви в 1988 році зняли хрести на маківках дахів бокових зрубів, її стіни були оббиті тканиною та її почали використовувати як будинок скорботи.  Після зусиль місцевих мешканців церкву знову відкрили 16 квітня 1989 року. Інтер'єр церкви було відреставровано, поверх оцинкованої бляхи її перекрили алюмінієвою бляхою.
В церкві служили такі священники: о. Олексій Волянський, о. Дмитро Михавків; о. Антон Кузів; о. Михайло Гергелюк; о. Василь Данильчик; о. Микола Будзан; о. Степан Будзан.

## Архітектура
Церква в плані хрестоподібна з масивним центральним квадратним зрубом нави та невеликими боковими раменами. Має засклені ганки, прибудовані зі східної та північної  сторони. Нава перекрита банею, яка розташована на восьмигранній основі. Бокові зруби мають двоскатні дахи з маківками, увінчаними хрестами. Опасання церкви споруджене навколо та сполучене з дахом південного ганку. Опасання та простір церкви над опасанням оббиті бляхою.

## Дзвіниця
До складу пам'ятки входить дзвіниця, розташована на схід від церкви, яка складається з двох ярусів, нижній з яких - зруб, а верхній каркасний. Перекрита банею.

## Див також
- Церква Благовіщення Пречистої Діви Марії (Коломия);
- Церква Покрови Пресвятої Богородиці (Білоберізка);
- Церква Пресвятої Тройці (Верхній Ясенів);
- Церква Успіння Святої Анни (Бистрець)
- Церква Чуда Святого Архистратига Михаїла (Дора).